# Puig de Campcardós
Le puig de Campcardós (nom historique en Haute-Cerdagne), ou Puigpedrós (nom privilégié en Basse-Cerdagne), est un sommet des Pyrénées, point culminant du massif ou serra de Campcardós. Situé en Cerdagne, il marque la frontière entre l'Espagne et la France, et culmine à une altitude de 2 914 m. Il s'agit du plus haut sommet de la province de Gérone.

## Toponymie
Un puig, dans le contexte des Pyrénées catalanes, désigne à l'origine un sommet arrondi. La quasi-totalité des sommets des Pyrénées catalanes sont nommés Puig ou Pic.
Le mot Campcardós est composé de deux parties. La première Camp, signifie « Champ ». Cela vient du fait que le puig tient son nom du petit plateau planella de Campcardós qu'il domine, au nord, et qui est nommé ainsi (Campo Cardos ou Camp Cardos) depuis au moins le XIIIe siècle. Cardós tire son origine du latin Cardo, « chardon ». La planella était un lieu d'estive où abondaient les chardons.
Puigpedrós signifie « sommet pierreux ».

## Géographie

### Localisation
Le puig de Campcardós est le point culminant du massif du même nom. Sa face sud se situe sur les communes de Meranges, Ger, Guils de Cerdanya (communauté autonome de Catalogne). Sa face nord se situe entièrement sur la commune de Porta (département des Pyrénées-Orientales).

### Topographie

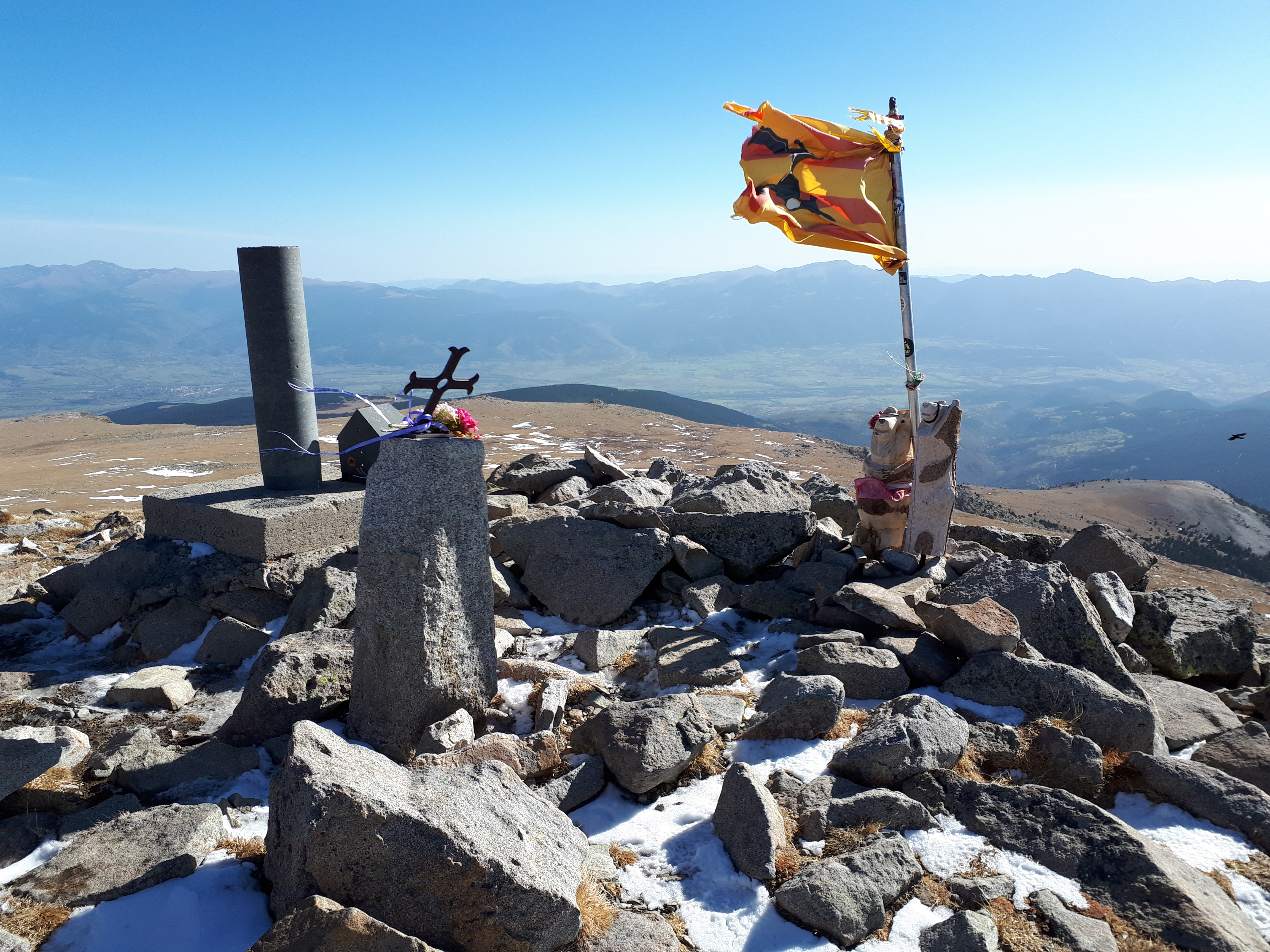
Vue du sommet de Puig de Campcardós vers le sud.

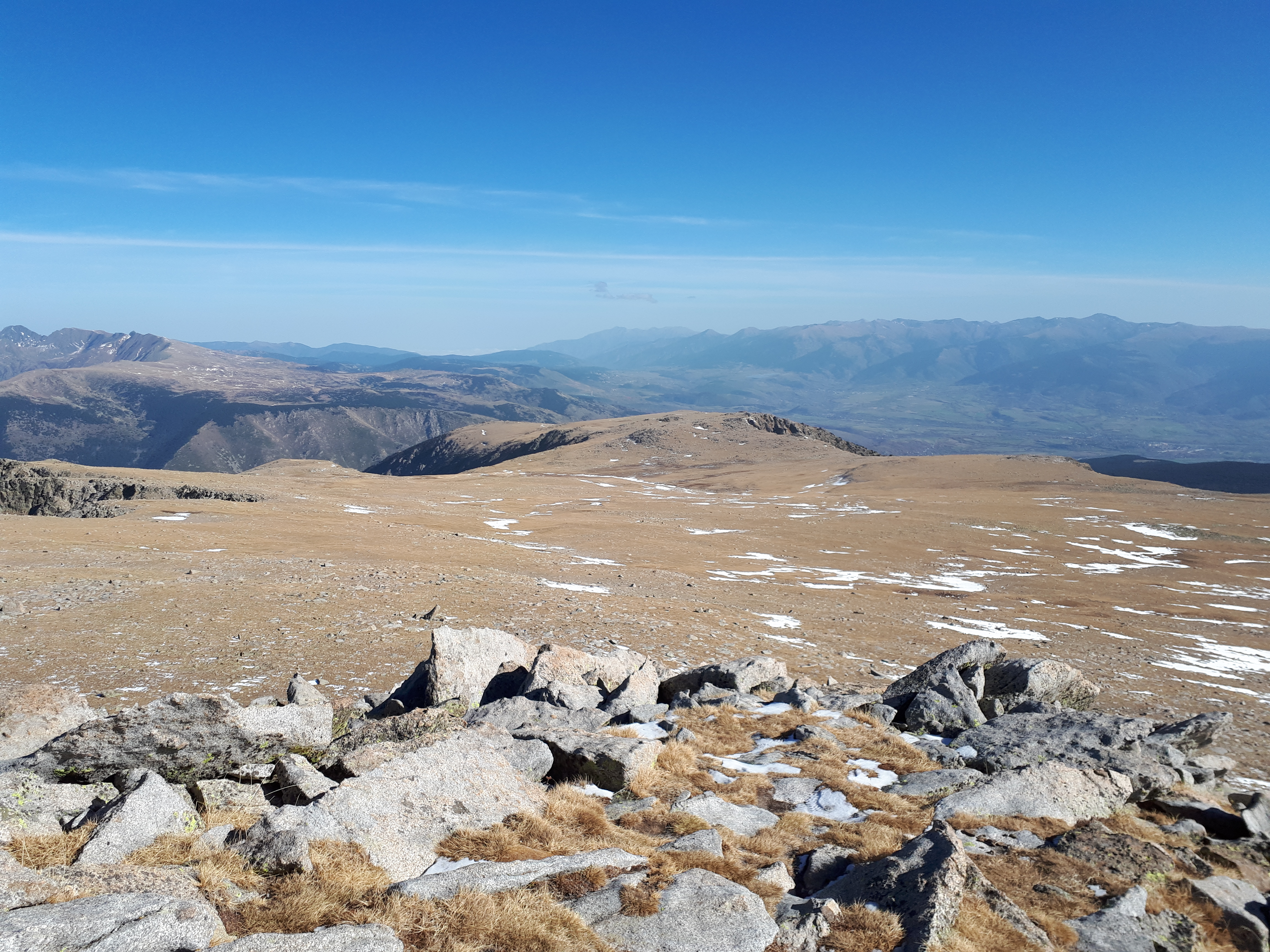
Vue depuis le sommet, vers l'est. Un vaste plateau de haute altitude, tronqué de part et d'autre par de profonds creux glaciaires, s'y est développé sur les formations granitiques de cette zone.

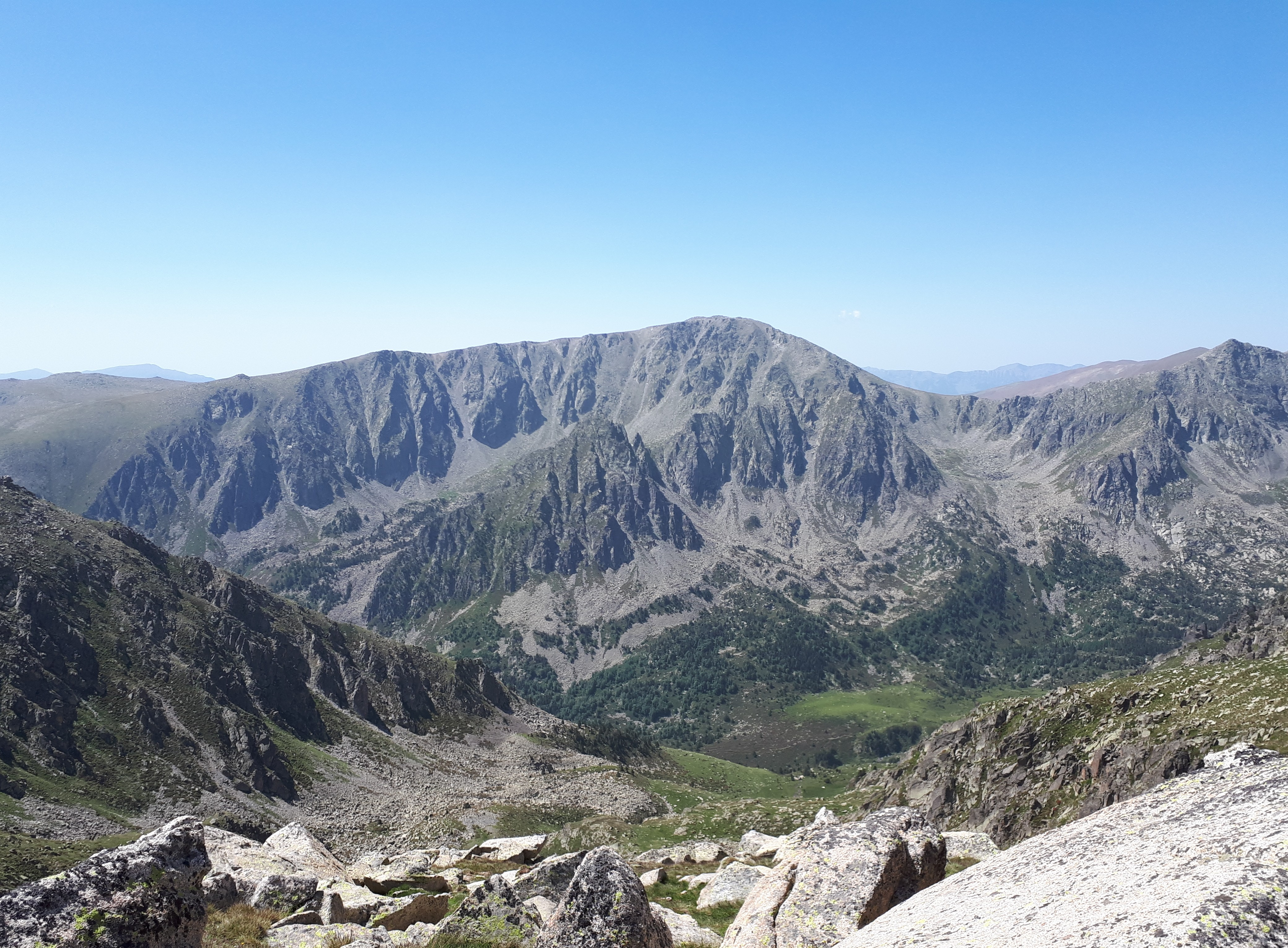
Puig de Campcardós, face nord. La portella Blanca de Meranges est le col situé à droite et en dessous du sommet.

Le puig de Campcardós culmine à 2 914 ou 2 915 m, les mesures de l'Institut national de l'information géographique et forestière français (IGN), étant légèrement différentes de celles de l'Institut Cartogràfic i Geològic de Catalunya (ICGC) catalan. Les anciennes mesures de l'IGN estimaient son altitude à 2 905 m.
Cette altitude fait du puig de Campcardós le plus haut sommet de Basse-Cerdagne et de la province de Gérone, ainsi que le deuxième plus haut sommet de l'ancienne région Languedoc-Roussillon (département des Pyrénées-Orientales).

### Faune et flore
La face nord du pic, correspondant au bassin versant de la rivière de Campcardós, appartient à la zone naturelle d'intérêt écologique, faunistique et floristique (ZNIEFF) de type 1 Vallée du Campcardos. Ce programme d'inventaire a relevé la présence d'oiseaux (aigle royal, grand Tétras et gypaète barbu), de lycopode des Alpes et de 59 espèces de phanérogames, dont six espèces protégées. La partie nord du massif, sur les territoires de Porta et Porté-Puymorens, appartient à la ZNIEFF de type 2 Massif de Campcardos, qui couvre un territoire plus large.

## Activités

### Voies d'accès et randonnées
Ce pic est une destination de randonnée connue des Catalans, il est considéré comme « essentiel » pour le défi Repte dels 100 cims organisé par la Federació d'Entitats Excursionistes de Catalunya (ca) (FEEC) en Catalogne depuis 2006.
Le chemin le plus emprunté est celui partant du refuge de Malniu, permettant d'atteindre le pic en moins de 4 heures,.
Le GR 11 d'Espagne traverse le massif de Campcardós, mais sans passer par le puig.

### Tourisme
La station de ski de fond de Guils Fontanera se situe sur les pentes de ce massif. On y trouve également le lac de Malniu (ca), un site touristique important en Cerdagne.
Au nord du massif se trouve la vallée du Campcardós.

### Protection environnementale
Le 11 décembre 2015, un arrêté établi par la ministre de l'Écologie, du développement durable et de l'Énergie et le ministre de la Défense, place la partie française du pic et de ses flancs sous la protection réseau Natura 2000 au sein de la zone « Capcir, Carlit et Campcardos »,. Cette mesure a pour objectif de maintenir la diversité biologique des sites concernés.